# LG Electronics
LG Electronics (in Hangŭl 엘지(LG) 전자) è una società del gruppo LG, specializzata nella produzione di apparecchiature elettroniche e telefonini frespy. In passato commercializzò numerosi prodotti elettronici con il marchio commerciale Goldstar, mentre altri prodotti non disponibili al di fuori della Corea del Sud furono venduti col marchio Lucky.

## Prodotti
LG Electronics produce vari prodotti di elettronica di consumo, con una gamma che comprende TV, elettrodomestici come frigoriferi e lavatrici, lettori DVD/Blu-Ray e impianti audio. In collaborazione con l'azienda olandese Philips, ha istituito in Corea una fabbrica per la produzione di pannelli con tecnologia Plasma e LCD, G Pad e tablet.
In Italia, assieme a H3G, è stata la prima azienda a fornire il tivufonino, cellulare tramite cui è possibile vedere la televisione tramite segnale DVB-H.
Nell'agosto del 2013 LG Electronics annuncia una rivoluzione nel settore della telefonia mobile: viene presentato il primo smartphone con tasti di comando posteriori e stabilizzatore ottico nella fotocamera, il G2.
Dal 2018 LG Electronics è tra i fornitori principali dei panelli OLED per il mercato delle smart TV. 
Nell'aprile 2021 LG ha annunciato di aver abbandonato l'industria degli smartphone.

### Telefoni cellulari
I telefoni prodotti dall'impresa sudcoreana utilizzano una versione Android con interfaccia grafica personalizzata. Tra i più diffusi vi sono:
- LG Optimus Zip
- LG Prada
- LG G3
- LG G4
- LG G5
- LG G6
- LG G 1500
- LG CF360
- LG GC900
- LG Velvet [6]
- LG Wing

### Telefoni fissi
- LG Ericsson
- LG-Nortel IP8840
- LG-Nortel LDP-7208D

### La tecnologia "Cinema 3D"
CINEMA 3D è la tecnologia utilizzata nei pannelli 3D prodotti da LG Electronics.
Questa tecnologia è nota anche come FPR, acronimo di Film-type patterned retarder, o 3D passivo ed è implementata esclusivamente nei pannelli LG.
Nei televisori dotati di tecnologia FPR vengono mostrate due immagini contemporaneamente e, grazie all'uso di occhiali 3D polarizzati, il risultato è un effetto 3D privo dei tradizionali sfarfallii che non affatica la vista degli spettatori.
I pannelli dotati di tecnologia CINEMA 3D inviano le immagini destra e sinistra contemporaneamente, con l'operazione di separazione del segnale interamente a carico del pannello stesso; le applicazioni di questa tecnologia spaziano dagli schermi televisivi (LCD-LED, LCD, OLED) ai dispositivi mobili.
Lo spettatore indossa occhiali polarizzati che mostrano le immagini all'occhio corrispondente: in questo modo, l'occhio destro non vede mai la stessa immagine dell'occhio sinistro e viceversa.

### LG Channels
LG Channels è la piattaforma nata nel 2016 col sistema operativo WebOS 4.5, che offriva 20 canali gratuiti via web, in cambio di pubblicità. Al 2023, ha più di 100 canali e 48 utilizzatori in 29 Paesi del mondo.OS.

## Marchi
- & – marchio di lettori mp3
- Cyon – marchio di telefoni
- Dios – marchio di refrigeratori
- Gram – marchio di computer portatili
- IrisAccess – marchio per tecnologia del riconoscimento ottico tramite l'iride
- Super Multi – marchio per la tecnologia DVD
- Tromm – marchio di lavatrici
- webOS – sistema operativo acquisito da HP, usato su nuove smart TV del 2014
- Whisen – marchio di condizionatori
- X-Canvas – marchio di LCD e PDP nell'HDTV
- X-Note – marchio di palmari
- X-Pion – marchio di computer

## Controversie legali
LG Electronics è stata coinvolta in diversi processi. I più significativi, in ordine cronologico:
- Nel dicembre del 2010, Sony Corporation, noto colosso giapponese nel settore dell'elettronica di consumo, ha presentato una causa in tribunale contro LG Electronics, dopo aver individuato la violazione in più di 10 modelli di smartphone (tra cui i modelli LG Encore, LG Accolade, LG Neon, LG Quantum, LG Rumor Touch e Rumor Touch 2) di 8 brevetti esclusivi della joint venture Sony Ericsson. Insieme alla denuncia, veniva richiesto di bloccare l'entrata degli smartphone della società Coreana negli Stati Uniti come sanzione, se il giudizio finale fosse stato a favore di Sony. In risposta alla diffusione dei brevetti violati, il portavoce del gruppo LG, John Taylor, ha dichiarato tramite e-mail che non rientrava nella politica della compagnia parlare di discussioni in corso.
- Nel febbraio 2011 LG ha fatto causa a Sony, con l'accusa di aver violato alcuni termini di un consorzio riguardo al lettore Blu-Ray presente all'interno della console PlayStation 3, ottenendo la temporanea confisca in territorio Europeo (nei Paesi Bassi) delle console Sony PlayStation 3, per un totale di 300.000 console sequestrate.[8][9] L'11 agosto 2011 Sony e LG Electronics hanno annunciato di aver trovato una soluzione ai loro contrasti riguardanti alcuni brevetti, firmando un accordo sulle licenze.[10]
- Nel giugno del 2011, la società OSRAM, colosso dell'illuminazione facente parte del gruppo Siemens, ha avviato una serie di procedimenti legali contro LG Electronics (e Samsung) per la violazione di numerosi brevetti esclusivi sulla tecnologia LED, applicata per la retroilluminazione dei display LCD. LG Electronics è stata accusata per la violazione di 12 brevetti sui LED a luce bianca e di tipo "surface-mountable" applicati nei televisori, nei monitor e nei display di dimensioni più piccole. L'azienda LG Innotek (facente parte del LG Group e quindi strettamente collegato a LG Electronics) ha risposto accusando la società tedesca OSRAM di aver violato 7 presunti brevetti relativi ad alcuni chip LED, impiegati per la tecnologia di imballaggio utilizzata per le automobili. Nel settembre del 2011, inoltre, LG ha richiesto il blocco delle automobili BMW e Audi equipaggiate con LED prodotti da OSRAM. Le battaglie legali tra le due società sono ancora in corso.